# Baguettes (châtiment)
Pour les articles homonymes, voir Baguettes.
Le châtiment des baguettes est un châtiment militaire appliqué dans de nombreux pays, pendant des siècles, jusqu'au XIXe siècle. Il consiste à faire passer un soldat entre deux rangs de ses camarades qui le frappent à coups de bâton.

## Prusse, Autriche et Russie

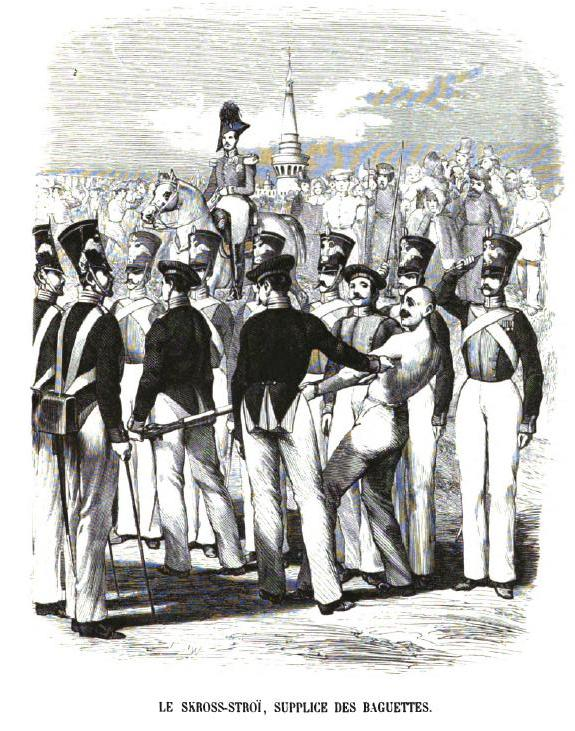
Le skvoss-stroï, supplice des baguettes, gravure de Charles-Michel Geoffroy, publiée dans Les mystères de la Russie : Tableau politique et moral de l'empire Russe,1845.

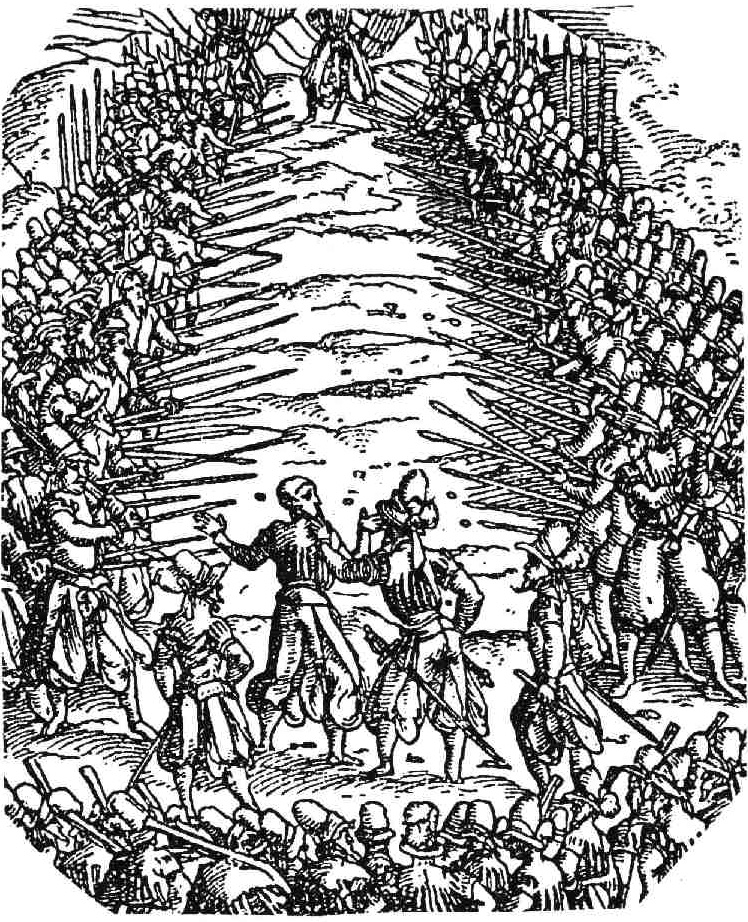
Gravure de Jost Amman, Frundsberger Kriegsbuch, 1525.

La peine est infligée en cas de délit grave par un conseil de guerre ou un tribunal d'exception, elle concerne les simples soldats
 qui ont déserté, se sont enivrés ou se sont adonnés au jeu, et est infligée sous le contrôle d'officiers qui battent le rythme des coups portés. 
Une centaine, ou des centaines de soldats se positionnent en deux rangs pour former une allée de deux mètres de large où le soldat puni doit courir et est frappé de cannes ou de baguettes de bois. 
Cette punition, qui équivaut parfois à la peine de mort, est abolie en Prusse en 1806 sous l'influence réformatrice de Frédéric le Grand, dans le Wurtemberg en 1818, en Autriche en 1855, en Serbie en 1858 et en Russie en 1863.

## Canada
Au XVIIIe siècle en Nouvelle-France, la peine peut être infligée pour des délits tels que l'ivresse, une mauvaise conduite ou le vol d'un camarade.

## France
Au XVIIIe siècle, l'Encyclopédie méthodique mentionne que la peine des baguettes est proportionnée au délit commis avec plus ou moins de tours effectués entre les deux rangs, et est surtout réservée aux déserteurs ; sa suppression est déjà évoquée en raison de sa cruauté.
Philippe-Antoine Merlin la définit en 1827 comme faisant partie des « peines militaires » car prononcée par des conseils de guerre, et non des tribunaux ordinaires, mais indique qu'elle est cependant abolie.

## Littérature et cinéma
Le châtiment des baguettes est décrit dans Candide de Voltaire, paru en 1759. La scène est censée se dérouler dans l'armée du « Roi des Bulgares », en fait Frédéric II de Prusse :
« On lui demanda juridiquement ce qu'il aimait le mieux d'être fustigé trente-six fois par tout le régiment, ou de recevoir à la fois douze balles de plomb dans la cervelle. Il eut beau dire que les volontés sont libres ; et qu'il ne voulait ni l'un ni l'autre, il fallut faire un choix ; il se détermina, en vertu du don de Dieu qu'on nomme liberté, à passer trente-six fois par les baguettes ; il essuya deux promenades. Le régiment était composé de deux mille hommes ; cela lui composa quatre mille coups de baguette, qui, depuis la nuque du cou jusqu'au cul, lui découvrirent les muscles et les nerfs. Comme on allait procéder à la troisième course, Candide, n'en pouvant plus, demanda en grâce qu'on voulût bien avoir la bonté de lui casser la tête. »
Guillaume Apollinaire y fait référence dans Les Onze Mille Verges, publié en 1907.
Léon Tolstoï décrit cette punition dans sa nouvelle Après le bal (ru) (После бала), publiée en 1911.
Le supplice est également décrit dans le film Barry Lyndon de Stanley Kubrick, sorti en 1975.
Quant à Clint Eastwood, il en donne une version armes à feu dans la scène finale de son film The Gauntlet, sorti en 1977.